# Valentin Teodosiu
Valentin Teodosiu (n. 17 septembrie 1953, București, România) este un actor român de teatru, film și televiziune, personalitate publică cunoscută mai ales ca vocea postului de televiziune Pro TV încă de la începuturile canalului, din 1995. A absolvit în 1978 Institutul de Artă Teatrală și Cinematografică (IATC), la clasa profesorilor Petre Vasilescu și Cornel Vendel.
Înainte de 1989 a participat la spectacolele televizate de ode aduse conducatorului iubit al PCR.

## Filmografie
- Cuibul salamandrelor (1977)
- Aurel Vlaicu (1978)
- Blestemul pămîntului – Blestemul iubirii (1980) - Gheorghe
- La răscrucea marilor furtuni (1980) - Popa Șapcă
- Șantaj (1981)
- Semnul șarpelui (1982)
- Plecarea Vlașinilor (1983)
- Misterele Bucureștilor (1983)
- Imposibila iubire (1984)
- Lișca (1984)
- Trenul de aur (1986) - Wilhelm Fabricius
- Colierul de turcoaze (1986) - omul lui Deivos
- Sania albastră (1987)
- Figuranții (1987)
- Secretul lui Nemesis (1987)
- François Villon – Poetul vagabond (1987) - temnicerul Mathieu
- Umbrele soarelui (1988)
- Drumeț în calea lupilor (1990) - profesorul Nicolae Iorga
- Patul conjugal (1993)
- E pericoloso sporgersi (1993) - Jean
- Privește înainte cu mînie (1993)
- Această lehamite (1994)
- Nobody's Children (1994)
- Dark Angel: The Ascent (1994) - Profesorul iadului
- Aici nu mai locuiește nimeni (film TV, 1995)
- Asfalt Tango (1996)
- Triunghiul morții (1999) - sergentul Ailenei
- Faimosul paparazzo (1999)
- Dulcea saună a morții (rom., 2001, s, col.) actor
- Filantropica (2002)
- Tandrețea lăcustelor (rom., 2002, dramă, col.) (film TV) actor
- Orient Express (2004) - Vasile Gărdescu
- „15” (2005) - nea Cioacă, șoferul autoizotermei
- Sistemul nervos (2005) - Jenel
- Păcală se întoarce (2006) - Răspopitul
- Dincolo de America (2008) - tovarășul Stan
- Nunta mută (2008) - Grigore Așchie
- Ho Ho Ho (rom., 2009, com., col.) - Vandame
- Le Concert Concertul (fra.-rus.-rom., 2009, com.) actor
- Poker (rom., 2010, com.)
- La bani, la cap, la oase (2010) - Ivan Kazakov
- Ultimul corupt din România (rom., 2012, com.) - Claudiu Vițelaru
- Mamaia (2013) - Tănase
- #dogpoopgirl (2021)